# Talschaft
Dans le système politique suisse de l'ancienne Confédération, un talschaft, mot allemand traduit en français par communauté de vallée, désigne le corps électoral correspondant à une vallée particulière.
Le regroupement des électeurs par vallées plus que par communes est une tradition qui date du XIIe siècle, soit antérieure à l'actuelle organisation de la Suisse issue de l'État fédéral de 1848. Un talschaft regroupe typiquement des électeurs de plusieurs communes. Ainsi, le talschaft de la vallée de Lauterbrunnen regroupe les électeurs de six communes distinctes, il en va de même pour le Talshaft de la vallée du Hasli, qui correspond par ailleurs à un district du canton de Berne. De même manière, les dizains valaisans sont issus de structures identiques.
Ce type d'organisation n'est pas spécifique à la Suisse, mais existe également dans les Pyrénées, dans la région de la Forêt-Noire et dans les Vosges.
Historiquement, l'expression Leute der Talschaft est la traduction traditionnelle du latin homines vallis dans le pacte de 1291, et qui signifie littéralement les « gens de la vallée ». Ainsi l'énumération des confédérés homines vallis Uranie universitasque vallis de Switz ac communitas hominum Intramontanorum Vallis Inferioris se traduit par les gens du Talschaft Uri, l'ensemble de la vallée de Schwyz et la communité des habitants du Talschaft d'Unterwalden.

## Sources
- (en) Cet article est partiellement ou en totalité issu de l’article de Wikipédia en anglais intitulé « Talschaft » (voir la liste des auteurs).